# Буонметхуот (аеропорт)
Аеропорт Буонметхуот (в'єт. Sân bay Buôn Ma Thuột), (IATA: BMV, ICAO: VVBM) — в'єтнамський комерційний аеропорт, розташований у провінції Даклак.

## Загальні відомості
Знаходиться за 7 км на схід Буонметхуота.
В аеропорту працює одна злітно-посадкова смуга орієнтацією 09/27 і завдовжки 3000 метрів з асфальтовим покриттям. Друга недобудована ЗПС 27R на даний час не експлуатується.
У південній частині території аеропорту знаходяться два перонні майданчики, які використовуються для стоянок повітряних суден. Будівлі пасажирського та вантажного терміналів розташовані у північній частині Аеропорту Буонметхуот.
| Авіакомпанія     | Місто прибуття (аеропорт) |
| ---------------- | ------------------------- |
| Air Mekong       | Ханой, Хошимін            |
| Vietnam Airlines | Дананг, Ханой, Хошимін    |